# Бакинова, Татьяна Ивановна
Татьяна Ивановна Бакинова (род. 18 сентября 1956 года) — советский и российский учёный почвовед, ведущий специалист в области экономики природопользования, мониторинга земель и основ земельного законодательства, кандидат сельскохозяйственный наук, доктор экономических наук, профессор. Директор КалмНИИгипрозем (с 1993).

## Биография
Родилась 18 сентября 1956 года в селе Дмитриевка, Новосибирской области.
С 1974 по 1979 год обучалась на факультете агрохимии и почвоведения МСХА имени К. А. Тимирязева, под руководством профессора Н. П. Панова. С 1984 по 1988 год обучалась в аспирантуре биолого-почвенного факультета Ростовского государственного университета, под руководством профессора Ф. Я. Гаврилюка.
С 1979 года на научно-педагогической работе в Калмыцком государственном университете в качестве младшего научного сотрудника, ассистента, доцента и профессора кафедры агрономии, где читала курсы лекций по вопросам в области экономики природопользования, мониторинга земель и основ земельного законодательства. С 1997 по 2000 год обучалась в докторантуре Северо-Кавказского НИИ социально-экономических исследований под руководством профессора Н. П. Кетовой.
С 1991 по 1993 год работала в Министерстве по земельным и имущественным отношениям Республики Калмыкия (Госкомзема Республики Калмыкия) в должности заместителя министра. С 1993 года — директор КалмНИИгипрозема.

### Научно-педагогическая деятельность и вклад в науку
Основная научно-педагогическая деятельность Т. И. Бакиновой была связана с вопросами в области экономики природопользования, мониторинга земель и основ земельного законодательства. Т. И. Бакинова занималась исследованиями в области
разработки экологических и землеустроительных проектов, связанных с оценкой воздействия на окружающую среду, экологическим нормированием, проблемами опустынивания. Т. И. Бакинова являлась экспертом Совета Федерации по разработке земельного законодательства и Концепции перехода Российской Федерации к устойчивому развитию. Т. И. Бакинова являлась членом Экспертного совета при Президенте Республики Калмыкия, в том числе с 2002 по 2020 год осуществляла научное руководство президентскими программами «Экология и природные ресурсы Республики Калмыкия» и «Возрождение традиционного пастбищного животноводства в Республике Калмыкия», являлась одним из разработчиков национального плана действий по борьбе с опустыниванием в Республике Калмыкия и членом редколлегии научного журнала «Эколого-географический вестник Юга России».
В 1989 году защитила диссертацию на соискание учёной степени кандидат биологических наук по теме: «Генетико-производственная характеристика и бонитировка почв западной сельскохозяйственной зоны Калмыцкой АССР», в 2000 году защитила диссертацию на соискание учёной степени  доктор экономических наук по теме:  «Эколого-экономические проблемы агарного землепользования в аридной зоне». В 2000 году ей присвоено учёное звание профессор. Ей было написано более восьмидесяти научных трудов, в том числе учебников для высших учебных заведений и монографий, а так же научных статей и публикаций опубликованных в ведущих научных журналах, в том числе в журнале РАН — «Почвоведение».

## Основные труды
- Генетико-производственная характеристика и бонитировка почв западной сельскохозяйственной зоны Калмыцкой АССР / Гос. агропром. ком. СССР. Кубан. с.-х. ин-т. - Краснодар, 1989. — 174 с.
- Интенсивные технологии в зональных системах земледелия : [Учеб. пособие] / В. А. Паршин, Т. И. Бакинова. - Элиста : АПП "Джангар", 1997. — 186 с. — ISBN 5-7102-0133-2
- Почвы Республики Калмыкия / Т. И. Бакинова, Н. П. Воробьева, Е. А. Зеленская; Сев.-Кавк. науч. центр высш. шк., Калмыц. предприятие "ЮЖНИИГИПРОЗЕМ". - Элиста : Изд-во СКНЦ ВШ, 1999. — 115 с. — ISBN 5-7102-0179-0
- Экология. Природопользование аридных территорий : Учеб. пособие / Г.М. Борликов, О.А. Лачко, Т.И. Бакинова. - Ростов н/Д : Изд-во СКНЦ ВШ, 2000. — 83 с. — ISBN 5-8787-2-117-1
- Эколого-экономические проблемы аграрного землепользования в аридной зоне : На примере Республики Калмыкия. - Ростов-на-Дону, 2000. — 374 с.
- Кормовые ресурсы сенокосов и пастбищ Калмыкии : [монография] / [Бакинова  Т.И. и др.] ; Сев.-Кавк. науч. центр высш. шк. - Ростов н/Д : Изд-во СКНЦ ВШ, 2002. — 183 с. — ISBN 5-87872-126-0
- Экология. Природопользование аридных территорий : учебное пособие для студентов высших учебных заведений / Г. М. Борликов, О. А. Лачко, Т. И. Бакинова ; Федеральное агентство по образованию, Гос. образовательное учреждение высш. проф. образования "Калмыцкий гос. ун-т". - Элиста : Изд-во КГУ, 2009. — 99 с. — ISBN 978-5-91458-074-9
- Почвенно-земельные ресурсы аридных территорий. Состояние, использование, оценка: учебное пособие для студентов высших учебных заведений / Г. М. Борликов, Т. И. Бакинова, Е. А. Зеленская ; Федеральное агентство по образованию, Гос. образовательное учреждение высш. проф. образования "Калмыцкий гос. ун-т". - Элиста : Изд-во КГУ, 2009. — 198 с. — ISBN 978-5-91458-075-6[4]

## Награды
- Заслуженный деятель науки Республики Калмыкия (2006)
- Заслуженный работник народного хозяйства Республики Калмыкия (1996)
- Почётный работник высшего профессионального образования Российской Федерации (2010)[1][2][3]